# Elisabeth Höbarth
Elisabeth Höbarth (* 11. März 1923 in Wien; † 16. Februar 2007 in Naters, Schweiz) war eine österreichische Film-, Fernseh- und Theaterschauspielerin.

## Leben und Wirken
Höbarth besuchte das Max-Reinhardt-Seminar und spielte anfangs bei einer Wandertruppe in Mähren. Nach Kriegsende 1945 engagierte Direktor Raoul Aslan sie ans Wiener Burgtheater, wo sie bis 1963 zum Ensemble gehörte. Auch an den Hamburger Kammerspielen, in Mannheim und am Zürcher Schauspielhaus stand Höbarth auf der Bühne. Sie gastierte außerdem beim Südwestdeutschen Rundfunk und den Bregenzer Festspielen.
Zu ihren bedeutendsten Rollen zählen die Sittah in Nathan der Weise, die Esther in Die Jüdin von Toledo, die Buhlschaft im Jedermann und die Elisabeth in Don Karlos. Neben ihrer Theatertätigkeit war sie auch als Filmschauspielerin aktiv.
Verheiratet war Höbarth mit dem Geiger und Dirigenten Willi Boskovsky. Sie lebte zuletzt in der schweizerischen Gemeinde Naters im Kanton Wallis. Am 26. Februar 2007 wurde sie auf dem Wiener Zentralfriedhof (Gruppe 33 G, Nummer 78) im Ehrengrab ihres Mannes beigesetzt.

## Filmografie
- 1948: Die Sonnhofbäuerin
- 1951: Das gestohlene Jahr
- 1956: Einen Jux will er sich machen (Fernsehfilm)
- 1957: Maria Stuart (Fernsehfilm)
- 1960: Kopf in der Schlinge (Fernsehfilm)
- 1967: Das Mädel aus der Vorstadt (Fernsehfilm)